# Brahim Boutayeb
Pour les articles homonymes, voir Boutayeb.
Brahim Boutayeb, Moulay Brahim Boutayeb, né le 15 août 1967 à Khemisset, est un athlète marocain, évoluant sur demi-fond.

## Biographie
Considéré comme un coureur de 5 000 mètres, c'est sur la distance du 10 000 mètres qu'il dispute les Jeux olympiques de 1988 à Séoul. Lors de cette course, il suit tout d'abord le kényan Kipkemboi Kimeli qui est parti sur un rythme très rapide, avec des temps de passage en avance sur le record du monde. Au début du troisième kilomètre, Brahim Boutayeb place une accélération qui lui permet de distancer ses rivaux. Il contrôle ensuite facilement la course pour remporter le titre olympique.
Les saisons suivantes, il renoue avec les distances inférieures, évoluant du 1 500 au 5 000 mètres. C'est sur cette distance qu'il participe aux Championnats du monde 1991 à Tokyo où il remporte une médaille de bronze. L'année suivante, il participe aux jeux olympiques de Barcelone. Il termine 4e de la finale du 5 000, ne finissant qu'à 0,75 secondes du vainqueur, l'allemand Dieter Baumann..
Après une nouvelle participation à un mondial, il abandonne la pratique de l'athlétisme, se consacrant à une autre pratique sportive, le rallye.

## Palmarès

### Jeux olympiques d'été
- Jeux olympiques de 1988 à Séoul
  -  Médaille d'or du 10 000 mètres
- Jeux olympiques de 1992 à Barcelone
  - 4e du 5 000 mètres.

### Championnats du monde
- Championnats du monde 1991 à Tokyo
  -  Médaille de bronze sur 5 000 mètres.